# L & O Holding
Die L & O Holding ist keine eigenständige Gesellschaft, sondern umfasst die beiden miteinander verbundenen Management-Holdings L & O Holding Verwaltungs-GmbH und L & O Holding GmbH & Co. KG mit Sitz in Emsdetten. Die Firmen sind auf die Unternehmer Michael Lüke und Thomas Ortmeier registriert, die auch die Namensgeber der Holding sind.

## Über die Holding
An etwa 30 Standorten werden Waffen (z. B. Jagd- und Sturmgewehre, Sport- und Dienstpistolen) und Textilien (z. B. Vliese für Filter und Hygieneartikel) produziert. Am erwirtschafteten Umsatz sind die genannten Bereiche jeweils zur Hälfte beteiligt. Der Umsatz wird von Panorama mit „mehreren Hundert Millionen Euro“ angegeben. In der Veröffentlichung des Konzernabschlusses für das Geschäftsjahr 2016 im Bundesanzeiger weist die L&O SIG SAUER Verwaltungs-GmbH Umsatzerlöse von rund 545 Millionen Euro aus.

### Verwaltungssitz
2009 plante die Holding den Kauf und anschließenden Ausbau einer Gaststätte in Emsdetten zum neuen Verwaltungssitz mit unterirdischem Schießstand. Wegen der Erinnerungen an den Amoklauf von Emsdetten vom 20. November 2006 wurde das Vorhaben stark kritisiert, sodass die Holding die Pläne verwarf.

### Durchsuchungen
Am 14. Juli 2014 wurden Wohnhäuser der Eigentümer sowie die Geschäftsräume der Holding durchsucht. Hintergrund waren Ermittlungen wegen möglicher Verstöße gegen das Außenwirtschafts- und Waffengesetz bei SIG Sauer. Im April 2019 wurden drei Gesellschaften von SIG Sauer und drei Geschäftsführer vom Landgericht Kiel zu hohen Geldstrafen und Bewährungsstrafen für den unerlaubten Export von Waffen nach Kolumbien verurteilt. Das Urteil ist nach Abweisung der Revision durch den Bundesgerichtshof am 1. Juli 2021 rechtskräftig.

## Firmen (Auszug)
- Blaser Jagdwaffen GmbH, Isny im Allgäu
- J. P. Sauer & Sohn, Isny im Allgäu
- SIG Sauer, Inc., Newington, New Hampshire, USA
- SIG Sauer AG, Neuhausen am Rheinfall[10][11][12][13]
- Mauser Jagdwaffen GmbH, Isny im Allgäu
- SIG Sauer GmbH & Co. KG, Eckernförde[14][15]
- John Rigby & Co., London
- GSG – German Sport Guns
- Diana Mayer & Grammelspacher GmbH & Co.KG, Rastatt
- TWE GmbH & Co. KG, Emsdetten
- TWE Bocholt GmbH, Bocholt
- TWE Dierdorf GmbH & Co. KG, Dierdorf
- TWE Nonwoven (Hangzhou) Co., Ltd, Hangzhou
- TWE Creuzburg GmbH, Creuzburg/Werra
- Kahnes Vliesstoffe GmbH & Co. KG, Kusel
- Libeltex BVA, Belgien
- Libeltex S.A.S, Frankreich
- Libeltex NTI, Frankreich
- Libeltex AB, Schweden
- John Rigby & Company, Dublin